# ベリヌス (ブリテン王)
ベリヌス（Belinus）は、年代記編纂者ジェフリー・オブ・モンマスの『ブリタニア列王史』に語られている、ブリトン人の伝説的王である。
彼はドゥンワロ・モルムティウスの息子であり、ブレンニウスの兄である。彼は紀元前390年頃に権力を持った。
彼の名前は古代の神ベレヌスから名付けられていると思われる。

## 王位の獲得
誰が父の跡を継ぎ、ブリテンの王位を勝ち取るかを決めるために、ベリヌスとブレンニウスは互いに戦争を起こした。
彼らの仲間が介入し、妥協案が可決される時まで、多くの戦いが2人の間で行われた。
ベリヌスは、北の王となったブレンニウスと共にブリトン人の王となった。
15年後、ブレンニウスはベリヌスに相談せず、ノルウェーの王女と結婚した。
ベリヌスはノーサンブリアへ侵攻し、ブレンニウスの領土を奪取した。
デーン人の王はブレンニウスの新しい妻に恋し、ブレンニウスを追放してその妻の船を拿捕した。
嵐が吹き荒れ、偶然にもデンマーク王はブリテン島へ上陸した。
ベリヌスは彼らを投獄し、ブレンニウスの帰りを待った。
ブレンニウスはオールバニへ上陸し、彼自身の領土全てと妻を帰すように要求し、そうでなければ戦場であったときにベリヌスを殺すと誓った。
ベリヌスは全ブリテンに武装を呼びかけた。ブレンニウスに対抗して、2つの軍がカラテリウムの森で出会した。
戦いは容赦なく行われ、ベリヌスがブレンニウス軍を打ち負かした。
ブレンニウスはガリアへ逃亡し、ベリヌスは全ブリトン人の王となった。
彼は父の「モルムティウス法令」を強調し、公正に裁定した。
最終的に、ブレンニウスは多勢のガリア人軍隊を後ろに、ブリテンへ侵攻し、戦場でベリヌスと再会した。
しかしながら、彼らの母はブレンニウスに平和にするよう納得させ、兄弟はそれぞれの領域を各々調和して支配した。

## ガリア、イタリア、ゲルマニアの侵略者

バルガンの書より、ベリヌスの帰属紋章

彼らの連合後、ベリヌスとブレンニウスは自らの軍を1つの強大な軍団に合併し、ガリアへ侵攻した。
物語によれば、戦いから1年後、連合軍はガリアのフランク人王国全てを彼らの権威に服従させることに成功した。
さらに兄弟になった軍をもって、ベリヌスは自身の強力な軍隊をイタリア半島へ導き、ローマへ侵攻した。
当時、ローマにはガビアスとポルセンナという2人の執政官がいた。彼らは和平を訴え、ベリヌスへ服従の証として富・貢ぎ物・人質を渡した。
ベリヌスとブレンニウスは合意し、強大な軍を率いてゲルマニアへ向かった。
この北進の直後、ローマは条約を破り北へ進軍した。そしてベリヌスが大勢のイタリア軍に支援されたゲルマニア人との戦いに残る間、ブレンニウスはローマ人と戦うために去った。
ブレンニウスが去った後、ゲルマニア人を強化したイタリア軍は、ベリヌス軍の反対側でローマ軍と合流しようとする無謀な試みの中で、ゲルマニア人を見捨てた。
ベリヌスはこれを知り、イタリア人が通過を回避できない峡谷へ軍隊を移動させた。
朝、ベリヌスはまだ防具を身につけておらず戦闘準備ができていないイタリア人を攻撃した。1日中、夜になるまで、ブリトン人はイタリア人を追跡し、虐殺した。
ベリヌスは都市ローマを包囲していたブレンニウスと戦力を合体することに決めた。
ローマ人たちは都市ローマを何度も守り、侵入者たちの撃退に成功した。最終的に、ベリヌスは条約で与えられた人質を首つりにすることを決めたが、それはローマ人たちに怒りを増幅させただけであった。
2人の執政官たちは防具を身につけ、都市ローマを守る男たちと合流した。
彼らは侵略者を押し出したが、ベリヌスは戦線を回復し、攻撃を阻止することができた。
ベリヌスは城壁が破られブリトン人が都市ローマへ侵入するまで攻撃を続けた。そして勝利を収め、ガビアスを殺し、ポルセンナを捕虜にした。
ベリヌスはブレンニウスをローマに残し、ブリテンへ帰還した。

## 晩年
ベリヌスは平和的に統治し、多くの新しい都市を建設して衰退した都市を復興させた。最も彼が建設した都市の中で最も重要なものが、カールウスクであった。この都市は後にローマ人がブリテンを支配した時に「カーリアン」もしくは「レギオ市」と改名された（これはジェフリーの歴史の中で最初に言及されたカーリアン・アポン・ウスクについての言及であった）。
ベリヌスは彼の父の方を使い続ける一方で、独自の数々の法律を制定した。この時期に、ブリテンはかつてないほど豊かになった。
ベリヌスが死んだとき、彼は火葬され、トリノヴァントゥム市に彼が築いた尖塔の頂上に安置された。彼は自身の息子グルグウィント・バルブトルックに跡を継がせた。

## 歴史性に関する言及
紀元前390年6月18日に発生したアッリアの戦い後、ローマは確かにブレンヌスによって支配された。ガビアスとポルセンナはローマにおける文献では言及されていない。後者は紀元前500年頃に共和制ローマと戦ったと考えられているエトルリア人の王ラルス・ポルセンナに基づいて名付けられている。

## 日本語文献
- ブリタニア列王史（訳：瀬谷幸男、南雲堂フェニックス）